# Mutació puntual

Mutacions puntuals

Una mutació puntual és una mutació genètica en què es canvia, s'insereix o s'elimina una única base de nucleòtids d'una seqüència d'ADN o ARN del genoma d'un organisme. Les mutacions puntuals tenen una varietat d'efectes sobre el les proteïnes que se'n deriven, conseqüències que són moderadament previsibles en funció de les especificitats de la mutació. Aquestes conseqüències poden variar des de cap efecte (per exemple, mutacions sinònimes) fins a efectes perjudicials (per exemple, mutacions per desplaçament del marc de lectura) pel que fa a la producció, composició i funció de proteïnes.